# Hispidocalyptella australis
Hispidocalyptella australis — вид грибів, що належить до монотипового роду  Hispidocalyptella, що зростає в Австралії.